# Provincia de Nord, Camerun
Provincia Nord este o unitate administrativă de gradul I  a Camerunului. Reședința sa este orașul Garoua.